# Gorgen (Västerfärnebo socken, Västmanland)
Gorgen är en sjö i Sala kommun i Västmanland och ingår i Norrströms huvudavrinningsområde. Sjön har en area på 0,33 kvadratkilometer och ligger 58 meter över havet. Gorgen ligger i Gorgen Natura 2000-område. Sjön avvattnas av vattendraget Gärsjöbäcken.

## Delavrinningsområde
Gorgen ingår i det delavrinningsområde (664253-152520) som SMHI kallar för Utloppet av Gorgen. Medelhöjden är 85 meter över havet och ytan är 24,44 kvadratkilometer. Det finns ett avrinningsområde uppströms, och räknas det in blir den ackumulerade arean 46,92 kvadratkilometer. Gärsjöbäcken som avvattnar avrinningsområdet har biflödesordning 3, vilket innebär att vattnet flödar genom totalt 3 vattendrag innan det når havet efter 177 kilometer. Avrinningsområdet består mestadels av skog (56 procent) och jordbruk (25 procent). Avrinningsområdet har 0,33 kvadratkilometer vattenytor vilket ger det en sjöprocent på 1,3 procent.